# Sematophyllum parisii
Sematophyllum parisii är en bladmossart som beskrevs av Brotherus 1925. Sematophyllum parisii ingår i släktet Sematophyllum och familjen Sematophyllaceae. Inga underarter finns listade i Catalogue of Life.